# Dystrykty Ghany

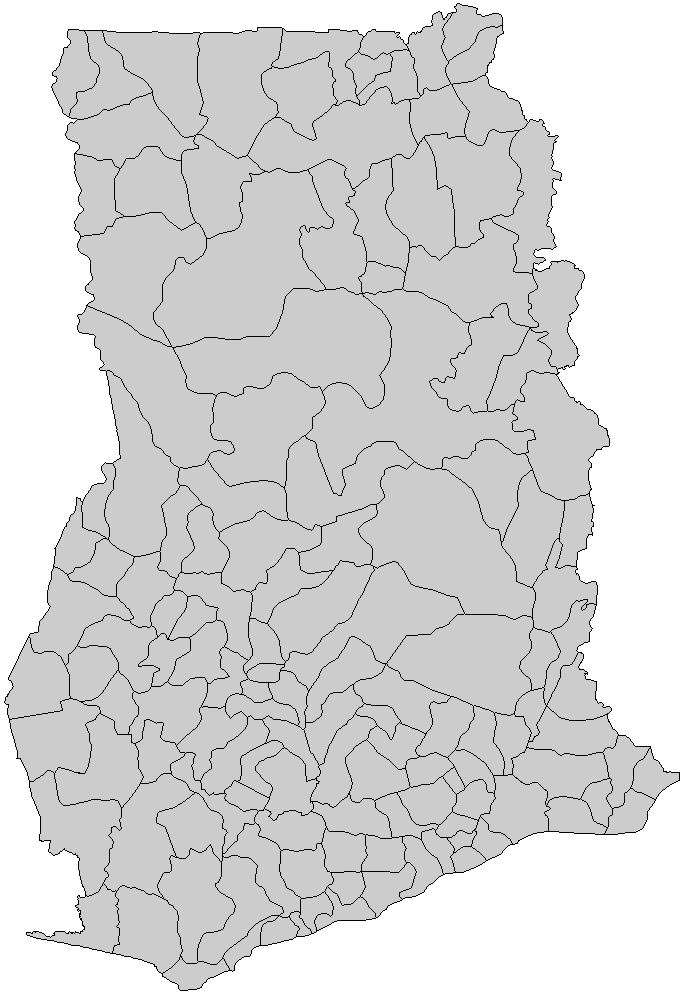
Dystrykty Ghany

Dystrykty Ghany zostały zreorganizowane w latach 1988–1989 podczas próby decentralizacji rządu i zwalczania niepohamowanej korupcji pośród urzędników. Reforma późnych lat osiemdziesiątych podzieliła wtórnie regiony Ghany do 110 dystryktów, umożliwiając miejscowym społecznościom bezpośredni dostęp do administracji lokalnej. Stworzono 28 dodatkowych dystryktów, przez podzielenie kilku ze 110 oryginalnych.
W wyniku kolejnej reformy administracyjnej na przełomie lat 2007 i 2008, w związku ze zmianą typu lub podziałem starych dystryktów, od 29 lutego 2008 Ghana ma 172 dystrykty.
Następna reforma administracyjna przeprowadzona w 2012 roku wprowadziła 46 nowych dystryktów, od 28 czerwca 2012 Ghana ma 218 dystryktów.
Rozróżniamy następujące typy dystryktów:
- stołeczne (metropolitan)
- miejskie (municipal)
- zwykłe (ordinary)
- poddystrykty (sub-district)